# Kings (2017)
Kings (bra: Kings: Los Angeles em Chamas; prt: América em Chamas) é um filme de drama em inglês de 2017 escrito e dirigido por Deniz Gamze Ergüven. O filme é estrelado por Halle Berry e Daniel Craig.
O filme teve sua estreia mundial no Festival Internacional de Cinema de Toronto de 2017 em 13 de setembro de 2017. O filme foi exibido durante três dias como parte do Festival Internacional de Cinema de Estocolmo, realizado em novembro de 2017. O filme foi exibido no Festival de Cinema de Turim, na Itália, antes de estrear na primavera de 2018.

## Sinopse
Millie Dunbar é uma mãe solteira com oito filhos adotivos em Los Angeles meridional. Seu vizinho, Obie, é o único homem branco na vizinhança. Juntos, eles formam uma equipe improvável durante os distúrbios de Rodney King.

## Elenco
- Halle Berry como Millie Dunbar
- Daniel Craig como Obie Hardison
- Lamar Johnson como Jesse Cooper
- Kaalan Rashad Walker como William MCgee
- Rachel Hilson como Nicole Patterson
- Issac Ryan Brown como Shawnte
- Callan Farris como Ruben
- Serenity Reign Brown como Peaches
- Reece Cody como Tiger
- Aiden Akpan como Jordan
- Gary Yavuz Perreau como Carter
- Ce’Onna Johnson como Sherridanne
- Lorenz Arnell como Damon
- Lorrie Odom como Angela
- Lewis T. Powell como Quinn
- Flor de Maria Chahua como Maria
- Quartay Denaya como Latasha Harlins
- Janet Song como Soon Ja Du
- Richie Stephens como Policial Bilson
- Rick Ravanello como Policial Camello

## Produção
Ergüven começou a trabalhar no filme quando se formou na escola de cinema La Fémis Levou três anos para escrever o roteiro enquanto frequentava Los Angeles meridional para fazer pesquisas. Em 2011, foi convidada para o workshop da Cinéfondation no Festival de Cannes, onde conheceu Alice Winocour. Depois de lutar para encontrar produtores e financiadores para o projeto, ela passou a escrever com Winocour e dirigir Mustang, que foi lançado em 2015 e foi indicado ao Oscar de Melhor Filme Internacional. O sucesso de Mustang finalmente permitiu que ela fizesse o filme.
As filmagens principais começaram em 27 de dezembro de 2016 em Los Angeles. As filmagens duraram até meados de fevereiro de 2017.

## Recepção
Na revisão do site agregador Rotten Tomatoes, o filme tem um índice de aprovação de 13% com base em 38 comentários, e uma classificação média de 3,53/10. O consenso crítico do site diz: “Kings tem boas intenções, um elenco talentoso e a base para uma incrível história baseada em fatos; infelizmente, eles não representam muito mais do que uma oportunidade perdida.” No Metacritic, o filme tem uma pontuação média ponderada de 34 em 100, com base em 16 críticos, indicando “críticas geralmente desfavoráveis”.